# یوزف راژ
یوزف راژ (اسلواکی: Jozef Ráž؛ ۲۴ اکتبر ۱۹۵۴ – ) خواننده-ترانه‌سرا و نوازنده بیس اهل کشور اسلواکی است. او اهل شهر براتیسلاوا است و عمدتاً به خاطر کارش با گروه اِلان شناخته می‌شود. وی از سال ۱۹۶۹ میلادی تاکنون مشغول فعالیت بوده‌است.